# Aphrodes makarovi
Aphrodes makarovi är en insektsart som beskrevs av Aleksey A. Zachvatkin 1948. Aphrodes makarovi ingår i släktet Aphrodes, och familjen dvärgstritar. Arten är reproducerande i Sverige.

## Bildgalleri

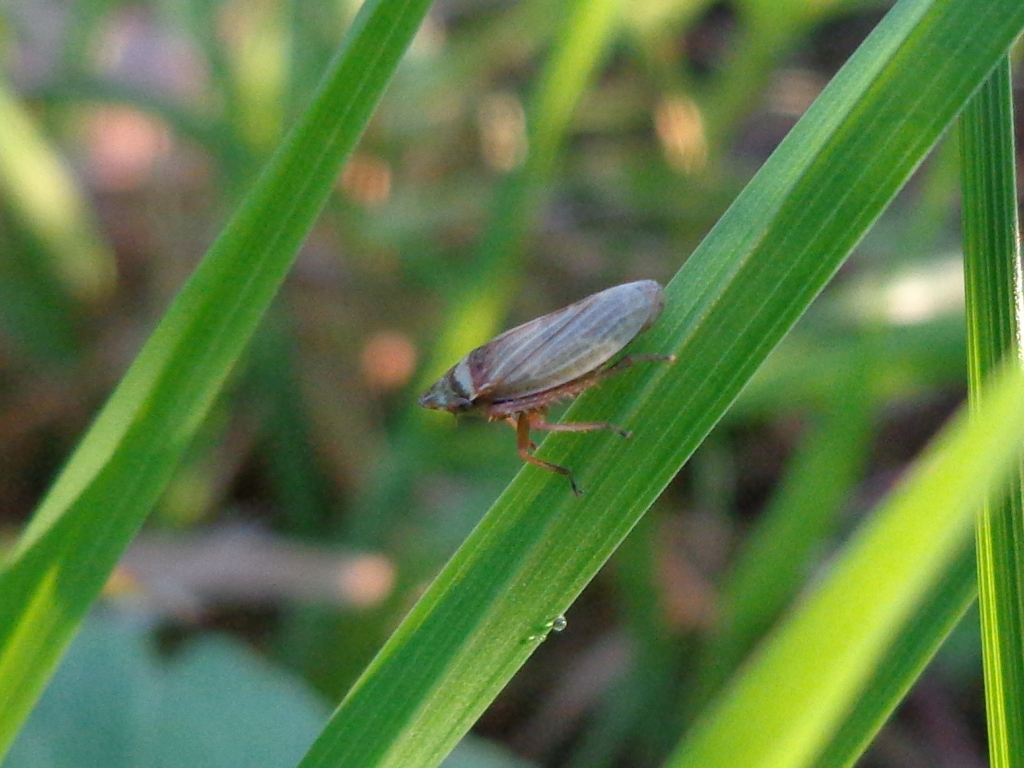
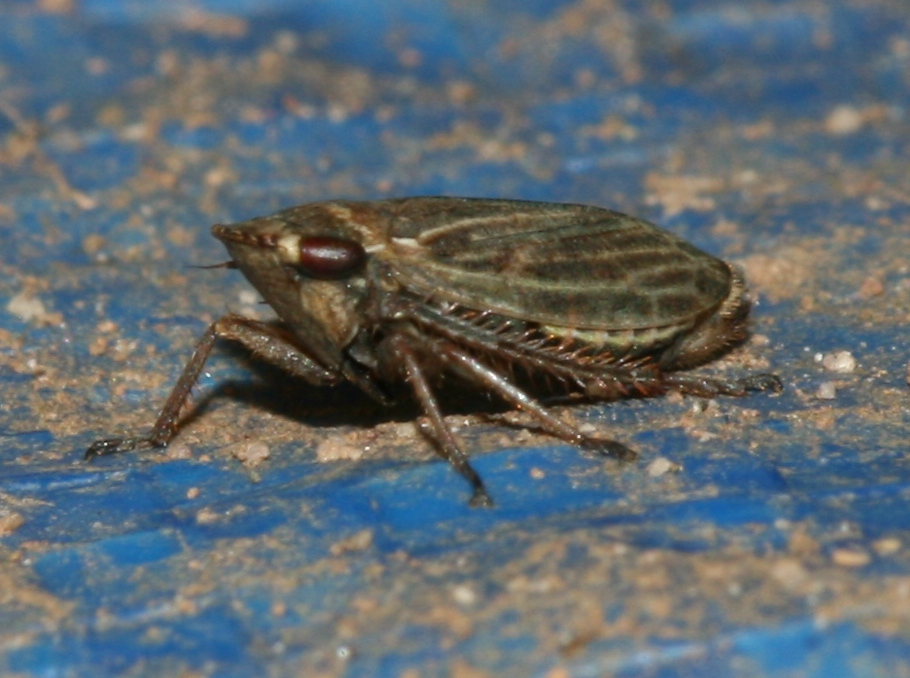
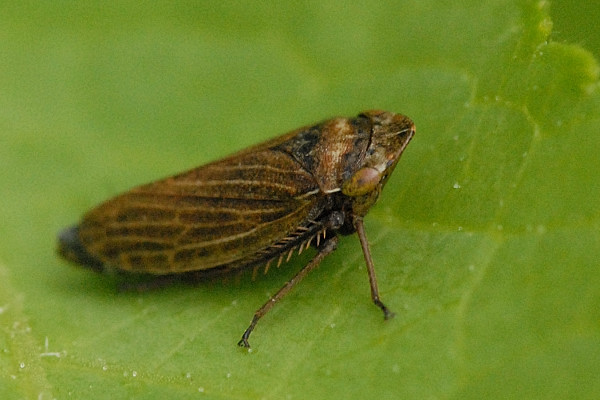
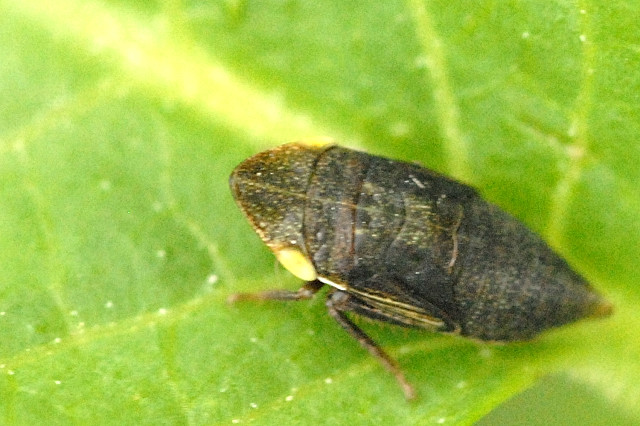